# CD Mirandés
Club Deportivo Mirandés là một đội bóng đá Tây Ban Nha có trụ sở tại Miranda de Ebro, tỉnh Burgos, trong cộng đồng tự trị Castilla và León. Được thành lập vào ngày 3 tháng 5 năm 1927, câu lạc bộ thi đấu ở Segunda División, tổ chức các trận đấu trên sân nhà tại sân vận động thành phố Anduva.

## Cầu thủ

### Đội hình hiện tại
Tính đến ngày 15/2/2024
Ghi chú: Quốc kỳ chỉ đội tuyển quốc gia được xác định rõ trong điều lệ tư cách FIFA. Các cầu thủ có thể giữ hơn một quốc tịch ngoài FIFA.
| Số | VT | Quốc gia    | Cầu thủ                                 |
| -- | -- | ----------- | --------------------------------------- |
| 1  | TM | Tây Ban Nha | Ramón Juan (đội trưởng)                 |
| 2  | HV | Tây Ban Nha | David Vicente                           |
| 3  | HV | Tây Ban Nha | Álex Barbu                              |
| 4  | HV | Tây Ban Nha | Sergio Barcia                           |
| 5  | HV | Tây Ban Nha | Tachi                                   |
| 6  | TV | Mali        | Ibrahima Kébé (mượn từ Girona)          |
| 7  | TĐ | Tây Ban Nha | Gabri Martínez (mượn từ Girona)         |
| 8  | TV | Tây Ban Nha | Álvaro Sanz                             |
| 9  | TĐ | Tây Ban Nha | Carlos Martín (mượn từ Atlético Madrid) |
| 10 | TV | Tây Ban Nha | Alberto Reina                           |
| 11 | TĐ | Maroc       | Ilyas Chaira (mượn từ Girona)           |
| 13 | TM | Tây Ban Nha | Luis López                              |
| 15 | TV | Tây Ban Nha | Pablo Tomeo                             |

| Số | VT | Quốc gia     | Cầu thủ                                  |
| -- | -- | ------------ | ---------------------------------------- |
| 17 | HV | Guiné-Bissau | Houboulang Mendes (mượn từ Almería)      |
| 18 | TĐ | Tây Ban Nha  | Javier Martón (mượn từ Athletic Bilbao)  |
| 19 | TV | Pháp         | Mathis Lachuer                           |
| 20 | HV | Bồ Đào Nha   | Diogo Verdasca                           |
| 22 | TV | Tây Ban Nha  | Miguel Baeza (mượn từ Celta)             |
| 23 | TĐ | Ý            | Antonino La Gumina (mượn từ Sampdoria)   |
| 24 | HV | Hoa Kỳ       | Jonathan Gómez (mượn từ Real Sociedad B) |
| 25 | TM | Tây Ban Nha  | Andoni Zubiaurre (mượn từ Eldense)       |
| 26 | HV | Tây Ban Nha  | Juan María Alcedo (mượn từ Albacete)     |
| 27 | HV | Tây Ban Nha  | Pablo Ramón (mượn từ Real Madrid)        |
| 29 | TĐ | Uruguay      | Lautaro de León (mượn từ Celta)          |
| 32 | TV | Colombia     | Daniel Luna (mượn từ Mallorca)           |